# Vladimer Aptsiauri
Vladimer Stepanovič Aptsiauri (in georgiano ვლადიმერ აფციაური?; Manglisi, 4 febbraio 1962 – Tbilisi, 19 maggio 2012) è stato uno schermidore sovietico, vincitore di una medaglia d'oro nella scherma ai giochi olimpici.